# Checker
Checker (Чеккер) — з 1922 року американський виробник автомобілів. Штаб-квартира знаходиться в Каламазу, штат Мічиган. Компанія займалася виробництвом автомобілів-таксі. У 1982 році компанія припинила виробництво автомобілів.

## Морріс Маркін
Морріс Маркін народився 15 липня 1893 року в місті Смоленськ. Бідний єврейський хлопчик пішов працювати у віці 12 років, працював він рознощиком товарів у великому смоленському магазині, розносячи харчові продукти, текстиль та інший товар. У віці 19 років він вирішує іммігрувати до Штатів, куди вже перебралися його двоє дядьків. Не знаючи англійської й не маючи грошей (з собою у нього було 1,65 долара), він потрапляє на острів Елліс, через який пройшли мільйони іммігрантів. Але в нього немає банальних 25 доларів, щоб його випустили з табору для іммігрантів у Нью-Йорк, їх позичає йому двірник, що працює при імміграційному департаменті.
Звідти Морріс іде до свого дядька, який живе в Чикаго. Він знаходить оголошення, що потрібен хлопчик на побігеньках, що знає російську мову. Також він знаходить оголошення, що кравець шукає учнів. Морріс іде до нього, заодно кравець вчить його торгової справи, але незабаром вчитель помирає. Моррісу вдається умовити вдову продати бізнес кравця в кредит, вона погоджується. Справи Маркіна йдуть непогано, з'являються гроші, він перетягує в Штати своїх сімох братів і двох сестер. Водночас він починає займатися лихварством.
Перша світова війна приносить Моррісу непогані гроші, адже він шиє штани для потреб армії.
У 1921 році Ломберг, господар кузовобудівної компанії, бере в борг 15 000 доларів, щоб погасити свої борги, але цього бракує, і він знову приходить до Маркіна позичити, той відмовляє і прибирає фірму до своїх рук, заплативши борги Ломберга. Фірму Joliet перейменовує в Markin Automobile Body.
Слідом за кузовобудівною фірмою він прибирає до рук збанкрутілу компанію Commonwealth Motors, яка робить автомобілі-таксі для фірми Checker Taxi (яка на той момент не має нічого спільного з Маркіном) під маркою Mogul. Потім він купує будинок колишнього заводу автомобільних шасі у фірми Handley-Knight і колишній завод з виготовлення кузовів фірми «Дорт» з Каламазу, штат Мічиган.

## Заснування компанії Checker
2 лютого 1922 року Маркін засновує фірму Checker Cab Manufacturing Company в Чикаго, штат Іллінойс.
У 1923 році переводить бізнес в Каламазу, Мічиган, на площі фірми «Дорт».
Маркін, заснувавши автомобільну фірму, заздалегідь вибудував політику бізнесу — автовиробників багато, тому ми будемо будувати тільки таксі.

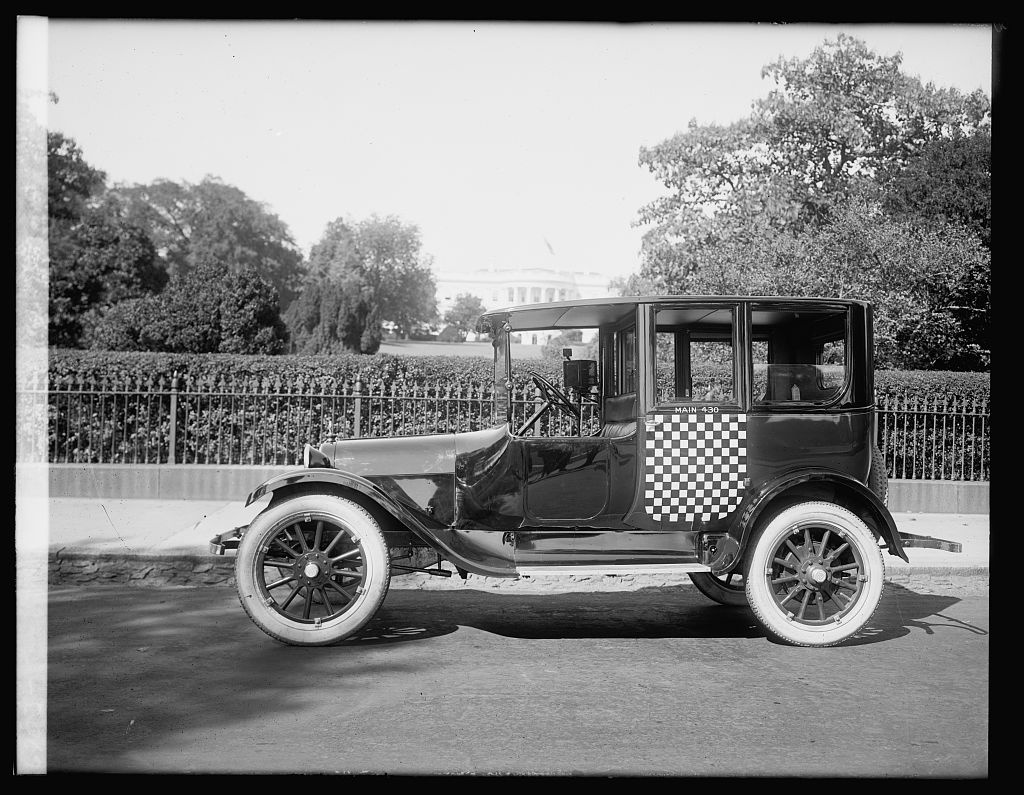
Checker Cab 1923 року

І він починає випускати міцні автомобілі для таксопарків. Таксі «Чеккер» мають славу автомобіля, який має популярність у гангстерів, що перевозять спирт під час сухого закону. Сам же Маркін має намір витрачати свої сили не стільки на конструкцію автомобілів, скільки на інвестиції в сам таксобізнес і скупку конкурентів.
У 1924 році він починає потихеньку скуповувати акції таксофірми «Чеккер» і в 1937 році остаточно прибирає її до рук. 1929 року в іммігранта з Австрії Герца (майбутній батько прокатної контори Hertz) Маркін купує його фірму Yellow Cab Company. І з 1930 року автомобілі «Чеккер» забарвлюються в знаменитий жовтий колір з чорними шашечками на борту. Потім він прибирає до рук 33 % акцій Parmalee Transportation Company. Скоро автомобілі «Чеккер» стають основними автомобілями в парку Нью-Йорка, Піттсбурга, Міннеаполіса та інших містах. Маркін був хитрим бізнесменом, і він пропонував таксистам купувати автомобілі в кредит, що, звичайно, сприяло зростанню популярності його автомобілів.
У найкращі роки фірма Маркіна виготовляла до 12000 машин на рік, але до 1930 року, коли вже вирувала криза, продажі стали падати, а Маркін дедалі робив капітальні вкладення в покупки. У червні 1933 року рада директорів компанії вирішує зменшити чисельність директорів компанії з 11-ти до 7-ми і в ході перевиборів виключають Маркіна з ради. Ображений Маркін йде до свого друга Ерла Корда і пропонує йому викупити його 60 % акцій за чверть їх номіналу, той погоджується, і внаслідок цієї афери Маркін повертається в компанію через 10 днів, звільнивши всіх «бунтівників». Головою компанії стає Ерл Корд. Під керівництвом Корда з'являється нова модель Т.
У цьому автомобілі використовувалися мотори фірми Lycoming, яка також належала Корду. Взагалі «Чеккер» ніколи не мав власних моторів, фірма будувала тільки шасі і кузови.

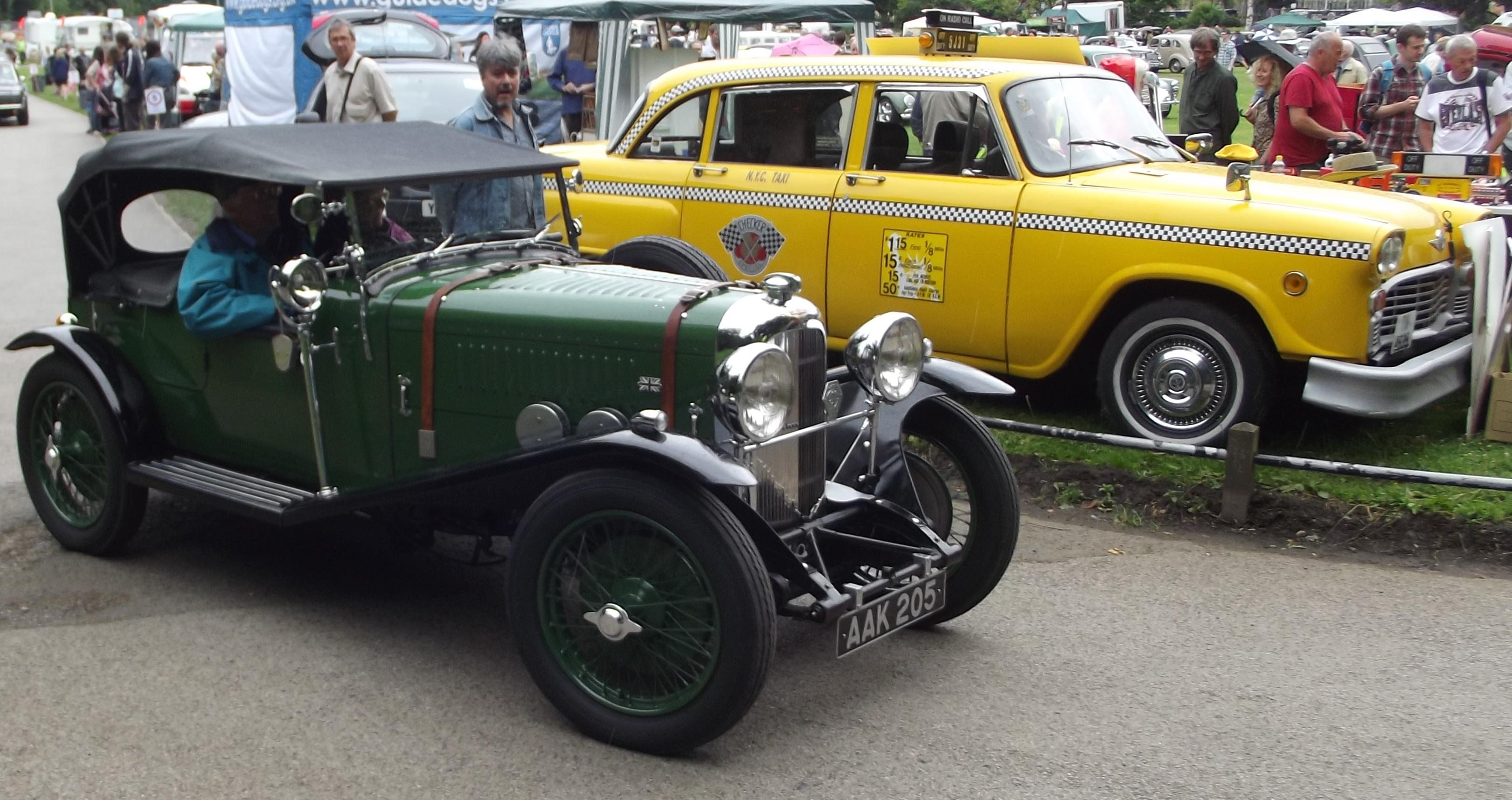
Checker Y8 1935 року

У 1935 році з'являється 8-циліндрова модель Y8. Вона мала мотор від Auburn 850 (фірма Оберн також належала Корду), також з'являється модель Y6 з мотором від фірми «Контіненталь».
У 1936 році Корд і Маркін постали в суді, де їх звинувачували в шахрайстві і маніпуляціях з цінними паперами, їх обох виправдали. Але після цього скандалу Корд іде з компанії «Чеккер», і Маркін знову стає єдиноправним господарем свого дітища.
Приблизно в цей же час фірма «Чеккер» починає випускати трейлери, кабіни для вантажівок фірми Форд і кузови для фірми Hudson Motor Company.

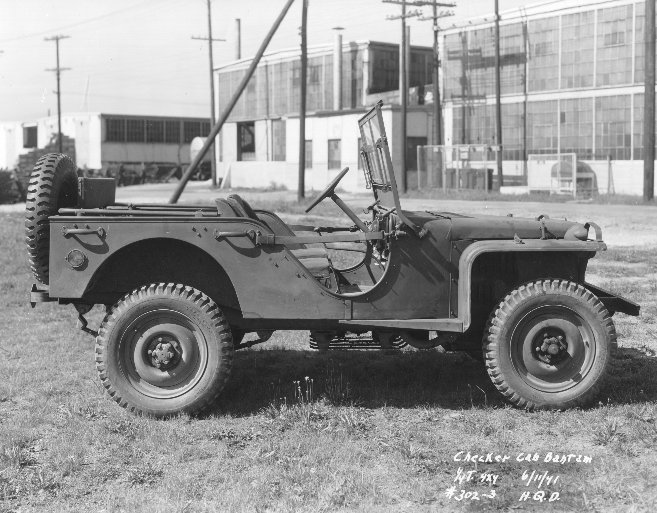
Checker BRC

У 1940 році компанія будує 3 джипи для тестів військових. Нам цей джип знаний як Willys, але по суті розробив її Бантам. А побудував — «Чеккер», машина мала назву BRC40. До цих пір ходять суперечки, чи збудував сам «Чеккер» цей повноприводник з 4-ма керованими колесами, бо машина мала логотипи на решітці радіатора і кермі Checker. Або виставили на тести автомобіль, побудований фірмою Бантам, встановивши на нього свої логотипи.
До речі, фірма «Чеккер» — одна з 5-ти дрібних незалежних автомобільних компаній США, які вижили в 30-ті роки.

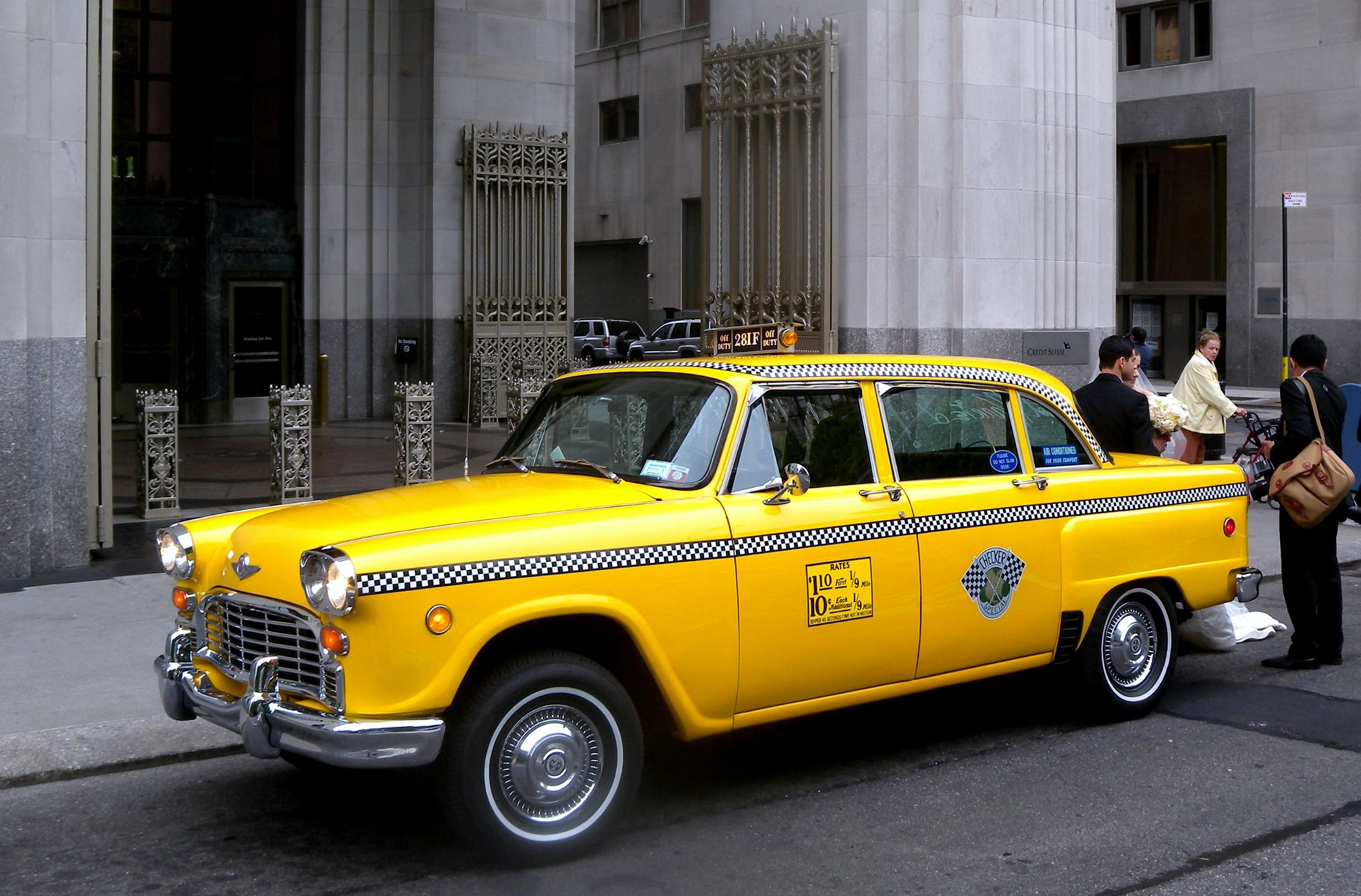
Checker Model A 1939—1941 років

Маркін був консервативною людиною, що стосувалося конструкції автомобілів, бо його автомобілі мали невеликі крила, на відміну від інших фірм, які до 40-х років робили автомобілі з об'ємним оперенням. Але Маркін будував такі автомобілі не через старомодний смак, а заради здешевлення ремонту кузовних панелей. Проте, наприклад, в 1939 році з'явилася модель А, яка мала кузов «ландоле», дах піднімався сервоприводом, був люк на даху і автоматичний звуковий сигнал при включення заднього ходу для інформування пішоходів.
У воєнний час компанія займалася виготовленням причепів, причепів-бензовозів та іншої потрібної для армії продукції.
Після Другої світової Маркін відновлює виробництво таксі.

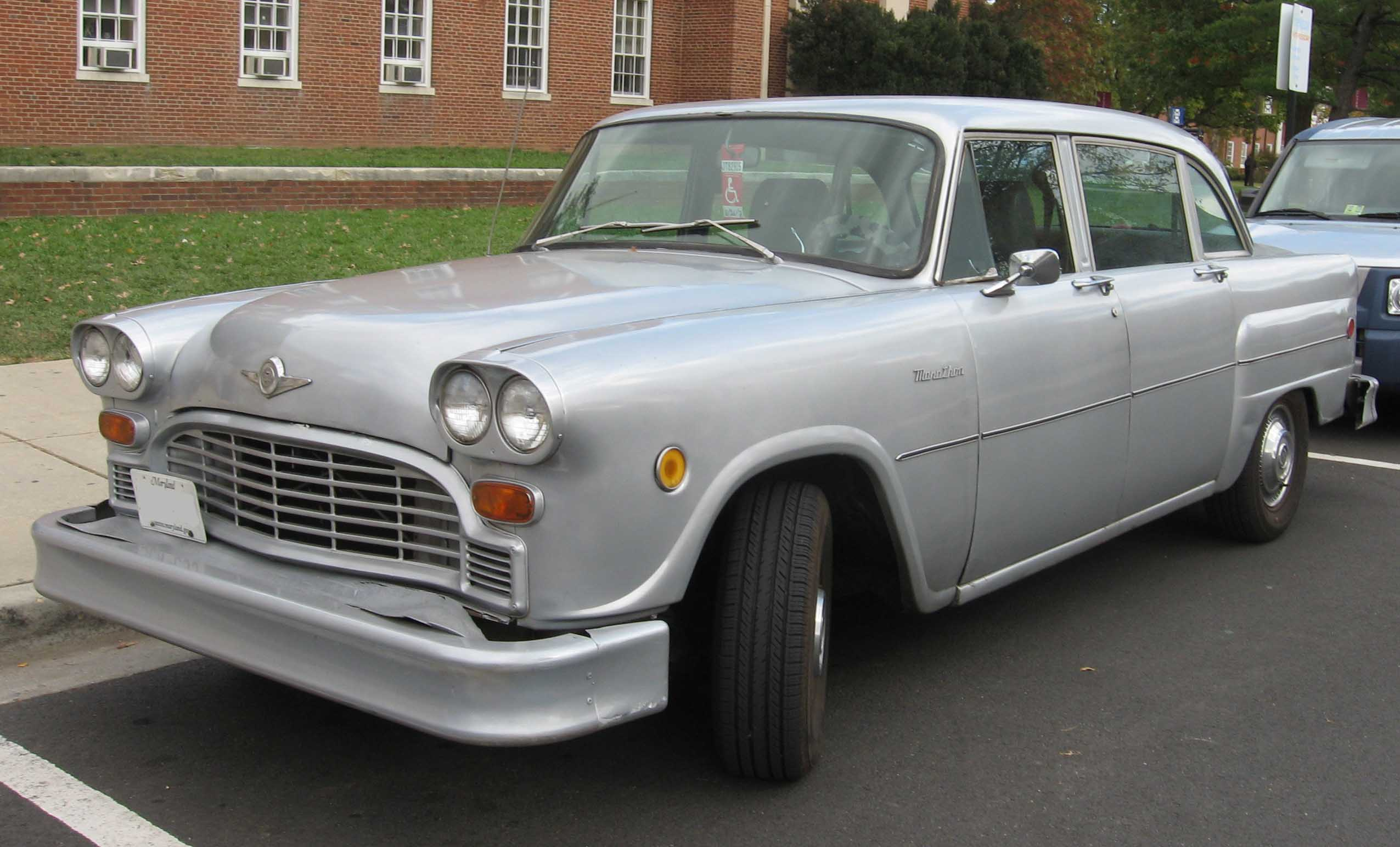
Checker Superba

Не дивлячись на те, що з 1922 року по 1958 рік Маркін не продавав автомобілі офіційно, їх можна було купити, замовивши у фірми і приватній особі. Але в 1959 році Маркін вирішує вивести на ринок і цивільну версію свого A10 — Superba, автомобіль має 2 типи кузова — седан і універсал, через 2 роки з'являється поліпшена й дорожча версія Marathon. Автомобілі відрізняло від таксі рясніше використання хрому. Відрізняло їх від звичайних автомобілів інших фірм низька і рівна підлога, гумове покриття підлоги.
Але вони не особливо йдуть, в перший рік виробництва було продано всього 1050 «Суперба», так що фірма продовжує робити таксі.
До речі, цікавий факт, що посольство США в Москві в 60-ті роки купило для себе 2 цивільних «Чеккера». Так що «Чеккер» в 60-ті роки їздив і по Москві. Посол Левеллін Томпсон зазначав, що автомобіль непридатний для поїздок по брукових дорогах, а також важко знайти високоякісне паливо для нього. Але в достоїнствах автомобіля те, що він може не знімати циліндр, сідаючи в нього. Від звичайних цивільних «Марафонів» цю машину відрізняла сіра тканинна оббивка в салоні, кондиціонер і перегородка, що відокремлює пасажирів від водія.
У 1964 році влада штату Нью-Йорка починає розслідування проти Маркіна, звинувачуючи його в монополії, тому що він володіє і таксофірмою, і таксобудівною фірмою, тобто замовляє транспорт сам у себе, в ході цього скандалу він продає частину фірми Parmalee за 8 млн доларів.
У ті ж 60-ті роки зростає обсяг виробництва автомобілів, в 1962 році він доходить до 8000 на рік, приватникам поставлено 3000 автомобілів. 1965 року «Чеккер» відмовляється від старотипних двигунів фірми Контіненталь (рядна 6-ка з нижнім розташуванням клапанів), і у виробничій програмі залишаються тільки мотори від Chevrolet. До вже наявного V8 5.7 л, додається мотор V6 об'ємом в 4.1 л.
Крім виробництва таксі «Чеккер» знаний як кузовобудівний виробник, наприклад, він робить у цей період кабіни і кузови для фірми Reo. 1963 року до нього звертається Натан Альтман, який шукає виробника для свого Avanti, але Маркін відмовляється, тому що прямо сказав Альтману, що не хоче випускати такі страшні автомобілі.
В 1961 році з'явилася дорожча версія «Суперба» — «Марафон». Від Суперба його відрізняла ширша решітка радіатора. 1963 року з'явилася подовжена на 9 дюймів (22 см) версія, база стала дорівнювати 129 дюймів, що дозволяло працювати автомобілю в таксі, влада Нью-Йорка ще в 50-ті роки прийняли закон, за яким було заборонено працювати в таксі автомобілям з базою більше 130 дюймів.
На подовженій базі випускали й універсали, і седани. 1960 року, коли був бум на потужні автомобілі, автомобілі «Чеккер» досягали 300 кінських сил.

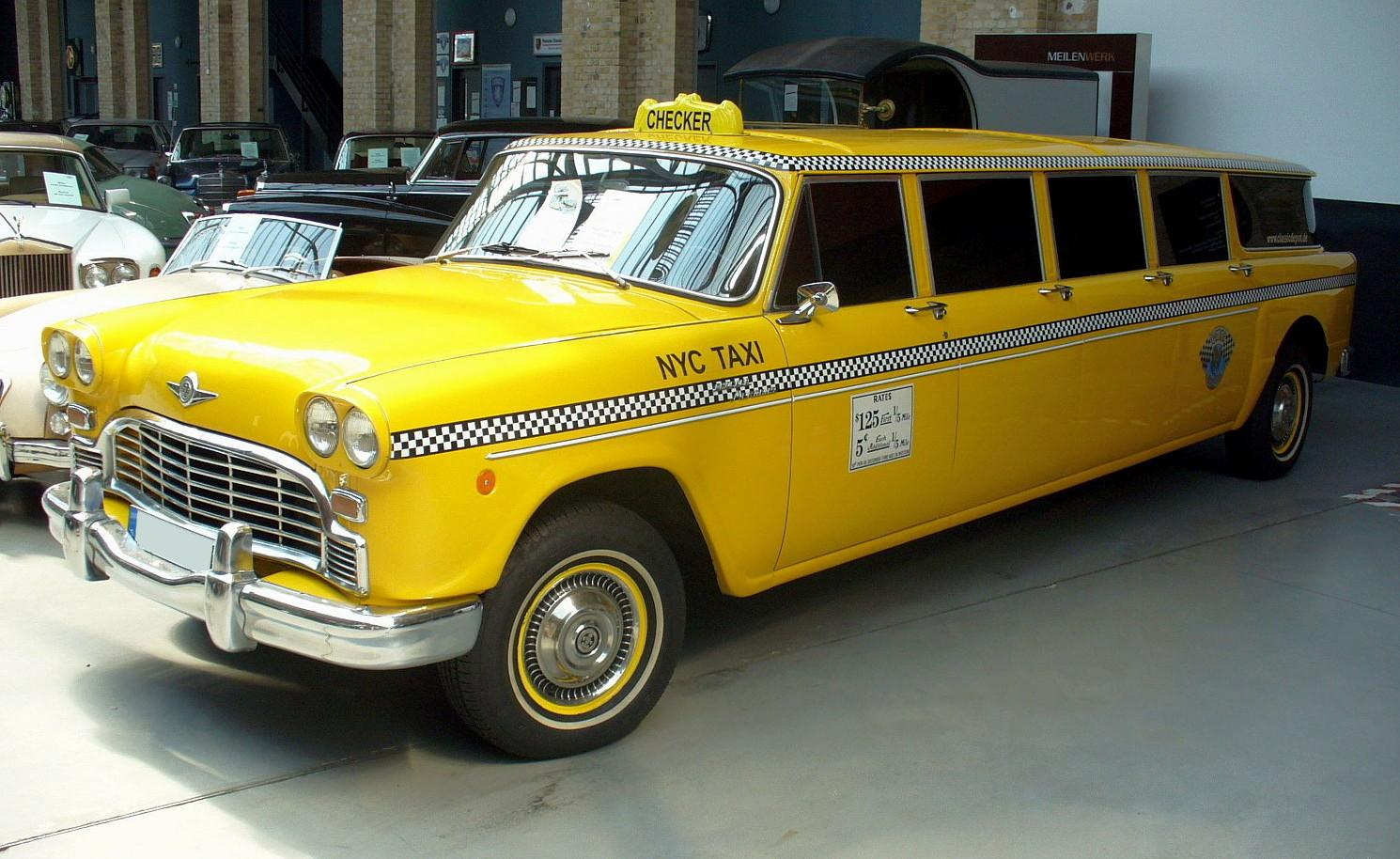
Checker Aerobus

У 1962 році з'являється модель «Аеробус», машина зроблена на базі «Марафону», але перші автомобілі оснащувалися моторами «Крайслер» об'ємом в 5.2 л, розвиваючі до 200 сил. База автомобіля була 189 дюймів (4.8 м).
Автомобілі випускалися або з 9-дверним кузовом універсал, або 8-дверним кузовом седан.
Паралельно випускалася коротша версія з базою 154", або 3.9 м. Але її випускали недовго — до 1969 року.
А довга версія, яку називали «Аеробус 15» (за кількістю пасажирів, яких машина могла взяти на борт), випускалася до 1976 року. Всього було зроблено 3568 «Аеробусів» різних варіантів.

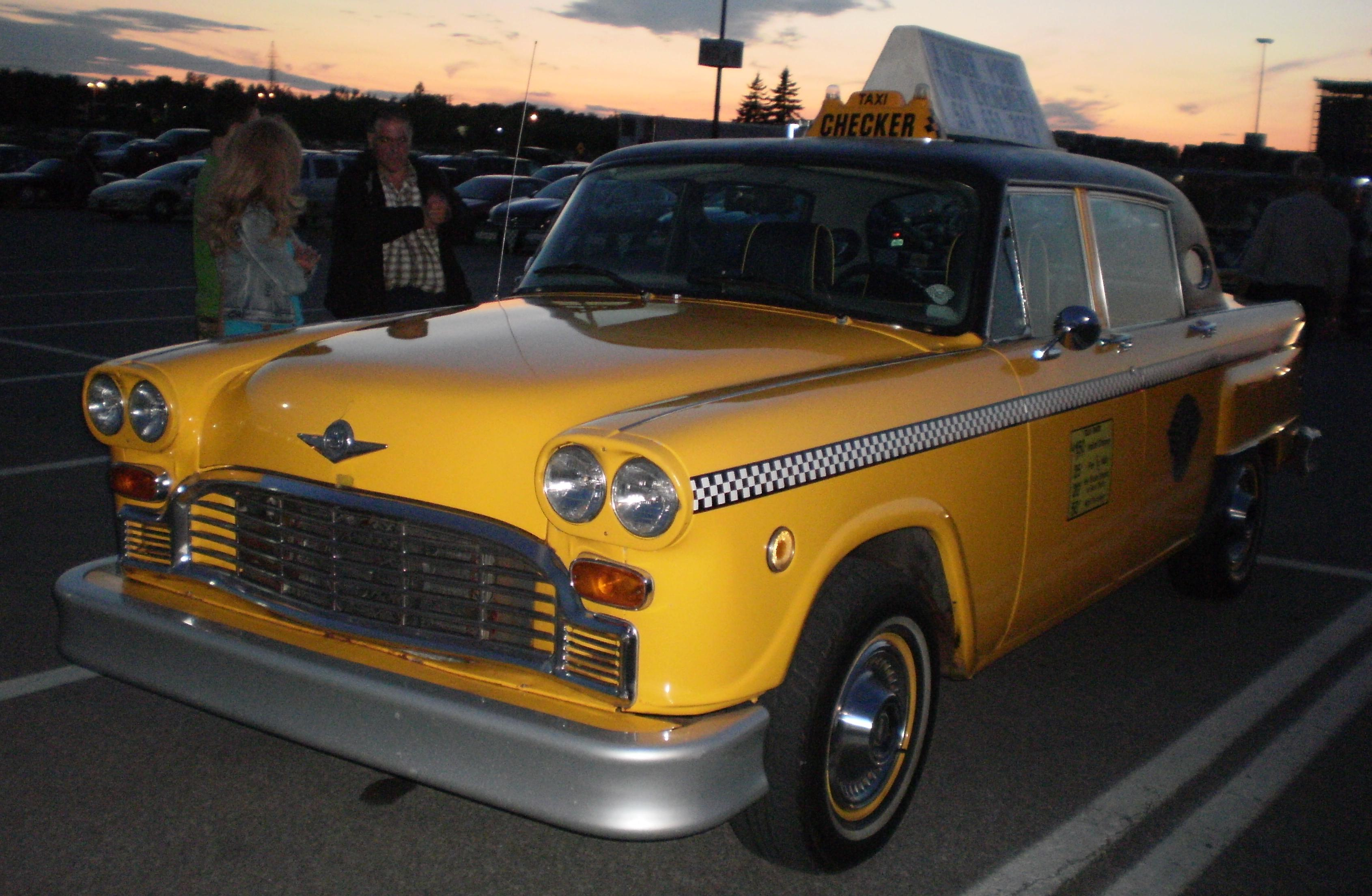
Checker Marathon

Але повернемося до «Марафону», якщо в 60-х роках мотори розвивали потужність в 300 сил, то в 1975 році, коли на дворі була економічна криза, плюс посилення норм токсичних вихлопів, на машину поставили каталізатор і дефорсували мотор, той же 5.7 л став розвивати всього 108 кВт, або 147 сил. 1980 року на базовій моделі замінили мотор V6 на сучасніший трохи меншого об'єму, але головною новинкою стала поява дизельного двигуна Олдсмобіл об'ємом 5.7 л.
В принципі, технічно тримати «Марафони» не складно, передня підвіска повторює таку від «Фордів» 1956 року, мотори в більшості від Дженерал Моторс, коробки автомат спочатку були від «Борг Уорнер», пізніше — GM Hydramatic.
Що стосовно Морріса Маркіна, то 8 липня 1970 року він покинув цей світ, і біля керма компанії став його син — Давид. Це був важкий час: ембарго, конструкція автомобілів морально застаріла. Давид шукає інвесторів, щоб оновити модельний ряд і бути якось на плаву. І знаходить такого інвестора в 1977 року, ним виявляється Ед Коул, колишній директор Дженерал Моторс, в його планах купувати нові Фольксвагени із свіжо побудованого заводу Вестморленд, доставляти їх на заводи «Чеккер», подовжувати кузови, підіймати дах, і таким чином випускати економічні автомобілі для потреб таксі, але цим планам не судилося здійснитися, тому що під час перельоту в Каламазу на завод «Чеккер» його літак розбився і Коул загинув.
У 1981 році показали прототип Checker Galva II, побудований на подовженому шасі GM X-body — передньопривідна база для ряду моделей концерну Дженерал Моторс (наприклад, Chevrolet Citation II).

## Припинення виробництва автомобілів. Закриття компанії
Але коштів і можливостей бракує на розвиток проєкту, а попит на наявні автомобілі падає, і Давид Маркін вирішуєш закрити автомобільне виробництво, що й було зроблено 12 липня 1982 року.
Фірма продовжила випускати кузовні панелі для інших фірм, а також виробляти запчастини. Так, наприклад, вантажні кузова для GMC/Chevrolet робив «Чеккер». Вона ж робила елементи шасі для «Кадилаків». Під час кризи 2000-х років «Чеккер», як великий постачальник для GM, зазнає збитків, доходи компанії падають. А Давид Маркін стає жертвою фінансиста Берні Меддофа, у результаті в 2009 році фірма подає заяву про банкрутство, та 14 січня 2010 року фірму продають холдингу Jones Group. Яка, в свою чергу, розпродає все майно, що знаходиться на площі в 72 акра. Давид Маркін каже: «Дуже шкода, що наша сімейна фірма, якій 88 років, так закінчує свою діяльність, але, на жаль, це стало неминучим фіналом».
Але кеби «Чеккер» не відразу пропали з ландшафту міст, і Нью-Йорка зокрема, останній «Чеккер Марафон», на якому за 20 років наїздив понад 1 600 000 км іммігрант із Словенії — Йоганн Струна, пішов на пенсію в 1997 році. Нам же автомобілі «Чеккер» більше відомі по голлівудських фільмах, ці автомобілі стали для нас таким же символом Штатів, як і Статуя Свободи. І створив цей американський символ простий єврейський хлопчик з Росії.

## Список автомобілів Checker
- 1920 — Checker C
- 1922 — Checker C44
- 1923 — Checker H2
- 1924 — Checker E
- 1926 — Checker F
- 1927 — Checker G4
  - Checker G6
- 1929 — Checker K6
- 1931 — Checker M
- 1933 — Checker T
- 1935 — Checker Y6
  - Checker Y8
- 1940 — Checker A
- 1956 — Checker A8
- 1959 — Checker A9
- 1960 — Checker Superba A-10
- 1962 — Checker Aerobus
- 1963 — Checker Superba A-12
  - Checker Marathon A-12